# Ijo kyrka
Ijo kyrka (finska: Iin kirkko) är en luthersk kyrkobyggnad i Ijo kommun i det finländska landskapet Norra Österbotten. Kyrkan ägs och används av Ijo församling, som är den tredje äldsta församlingen i landskapet. Den nuvarande kyrkan ligger i Ijo hamn och stod färdig 1950.

## Historia och arkitektur

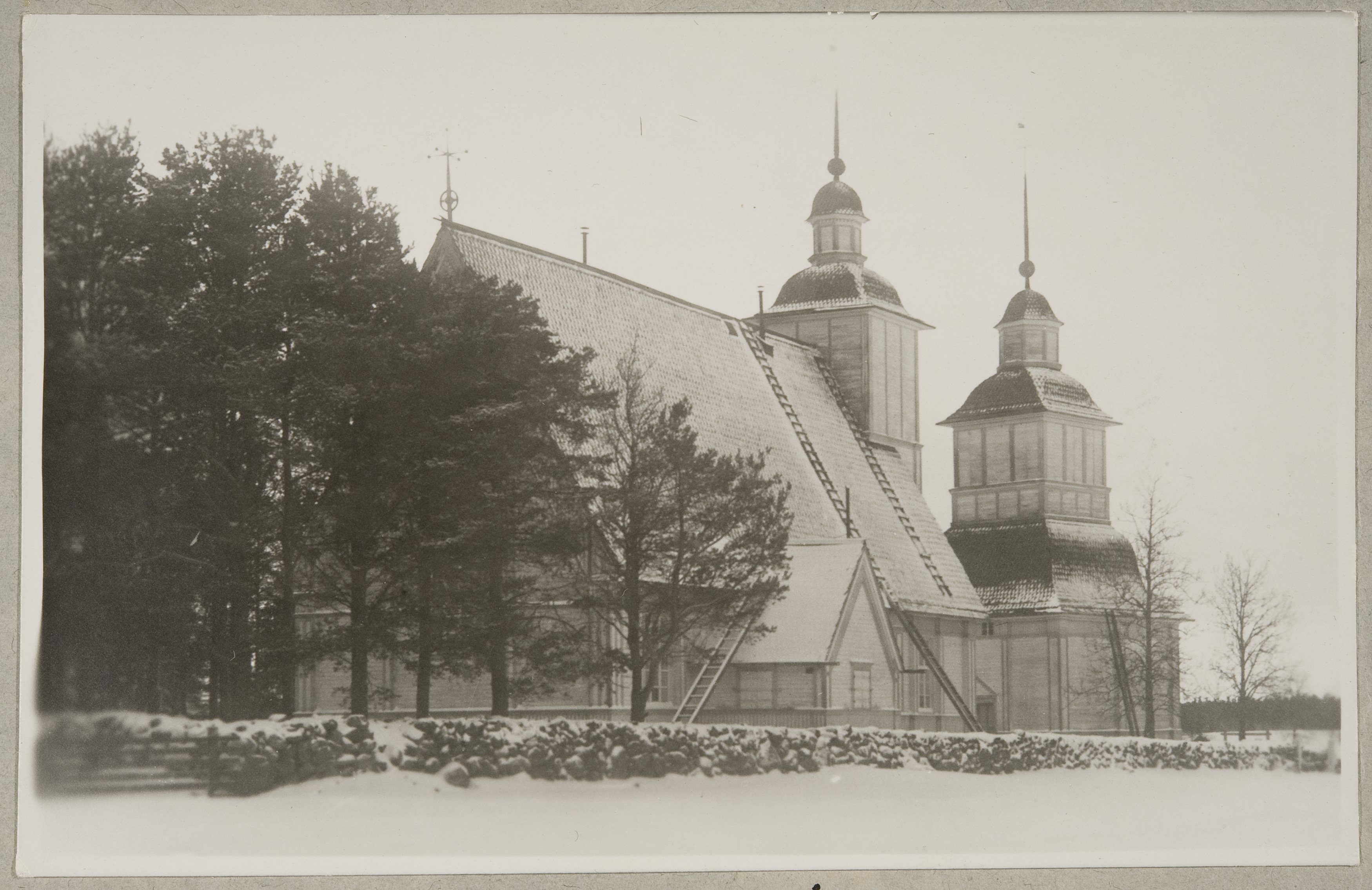
Ijo gamla kyrka.

Ijo församling grundades omkring år 1340, och församlingens första kyrka färdigställdes omkring år 1374. Under århundradena har församlingen haft flera kyrkobyggnader, vilka senare har förstörts av bland annat bränder och krig. Föregångaren till den nuvarande kyrkan, Sankt Laurentius kyrka, byggdes år 1694. Den 23 augusti 1942 slog blixten ned i kyrkan, vilket resulterade i en brand som förstörde byggnaden. Undan branden räddades endast altarduken, förstugans offerkista, en vacker ljuskrona från kyrkans främre del och mässkrudarna. Kyrkklockan och största delen av inventarierna brann dock upp. Under kyrkan fanns även en mängd gravkamrar, där 284 församlingsmedlemmar hade blivit begravda, inklusive 12 av Ijo församlings präster. Kistorna hade funnits välbevarade under en kyrkorenovering år 1936. Gravarna förstördes i samband med branden.
Planeringen av den nuvarande kyrkan påbörjades kort efter branden, men på grund av andra världskriget kunde byggarbetet inledas först år 1949. Den nya kyrkan, som invigdes år 1950 liknar i formen den tidigare kyrkan. Byggnaden är en långhuskyrka med låga väggar av sten. En separat klockstapel står bredvid kyrkan. Ijo kyrka har ritats av arkitekterna Gustaf Strandberg och Aarne Hytönen och rymmer cirka 500 sittplatser.
Altartavlan i Ijo kyrka är målad av konstnären Eero Nelimarkka och den föreställer Jesus undervisande folket i en båt. Orgeln är tillverkad av Kangasala orgelfabrik och har 18 egentliga stämmor och 3 transmitterade stämmor. Predikstolens skulpturer är utförda av Oskari Jauhiainen och de avbildar evangelisternas symboler och Kristus-monogrammet. Armaturen är designad av konstnär Lisa Johansson-Pape. Kyrkklockorna är tillverkade av Oy Lokomo från Tammerfors. Votivskeppet, som hänger i kyrkans tak är typisk för kusttraktens kyrkor. Ijo kyrka fick sitt votivskepp, som gåva av Hembygdsföreningen i Ijo, i början på 1990-talet.
I anslutning till kyrkan ligger kommunens hjältegravar, och hjältegravsmonumentet avtäcktes sommaren 1955. Församlingshuset, som uppfördes 1970, ligger också i närheten av kyrkan. Ijo församling har två begravningsplatser, en på ön Kruunusaari och en i Väli-Olhava.